# Rhinosimus basalis
Rhinosimus basalis is een keversoort uit de familie platsnuitkevers (Salpingidae). De wetenschappelijke naam van de soort werd in 1901 gepubliceerd door Léon Marc Herminie Fairmaire.